# Cootie
Cootie è un album discografico di Cootie Williams, pubblicato dalla casa discografica Decca Records nel 1959.

## Tracce
Lato A
1. I Know You Love Me – 5:23 (Joe Turner, Josh Caterer) – Registrato l'11 febbraio 1959 a Parigi (Francia)
2. We Remember Duke – 5:23 (Cootie Williams) – Registrato l'11 febbraio 1959 a Parigi (Francia)
3. Hide and Go Seek – 6:12 (Joe Turner) – Registrato l'11 febbraio 1959 a Parigi (Francia)
4. Perdido – 2:38 (Juan Tizol, Ervin Drake, E.J. Lengsfelder) – Registrato l'11 febbraio 1959 a Parigi (Francia)

Lato B
1. Sweet Lorraine – 5:29 (Mitchell Parish, Clifford Burwell) – Registrato l'11 febbraio 1959 a Parigi (Francia)
2. I Will Return to Paris – 7:54 (Cootie Williams) – Registrato l'11 febbraio 1959 a Parigi (Francia)
3. Loddy Miss Claudy – 3:03 (Joe Turner) – Registrato l'11 febbraio 1959 a Parigi (Francia)
4. Echoes of Harlem – 4:36 (Duke Ellington) – Registrato dal vivo il 28 gennaio 1959 al Mars Club di Parigi (Francia)

## Musicisti
- Cootie Williams - tromba
- Cootie Williams - voce (brano: Sweet Lorraine)
- George Clarke - sassofono tenore
- Arnold Jarvis - pianoforte, organo
- Larry Dale - chitarra
- Larry Dale - voce (brani: I Know You Love Me, Hide and Go Seek e Loddy Miss Claudy)
- Guy Pedersen - contrabbasso
- Lester Jenkins - batteria
- Nelson Williams - tromba (solo nei brani: We Remember Duke e Perdido)